# Палац, Младен
Младен Палац (хорв. Mladen Palac; род. 18 февраля 1971, Дони-Мамичи) — хорватский шахматист, гроссмейстер (1993), тренер.
В составе сборной Хорватии участник 6-и Олимпиад (1996, 2006—2014), 4-го командного первенства мира (1997) в Люцерне и 7-и командных чемпионатов Европы (1997—1999, 2005—2007, 2011—2015). Международные турниры: Биль (1998) — 1-е место.
Чемпион Хорватии (2004). 2-кратный победитель командного первенства Боснии и Герцеговины (2012, 2014; «Широки Бриег»).
Более десяти раз участвовал в Клубном кубке Европы, второй призёр в 1996 году (за команду «ŠK Borovo Vukovar '91», Хорватия), третий призёр в 2003 году («ŠK Kiseljak», Босния и Герцеговина).

## Изменения рейтинга
| Графики недоступны из-за технических проблем. См. информацию на Фабрикаторе и на mediawiki.org. |